# Front wschodni (I wojna światowa)
Front wschodni – jeden z dwóch najważniejszych frontów podczas I wojny światowej.

## Tło
28 czerwca 1914 roku w Sarajewie zastrzelony został następca tronu Austro-Węgier. Dokładnie miesiąc później, 28 lipca, Austro-Węgry wypowiadają wojnę Serbii. Rosja, protektorka Serbii, ogłasza mobilizację i 1 sierpnia Niemcy wypowiadają jej wojnę. Chcą szybko pokonać Francję i przerzucić siły na wschód. Do pierwszych walk rosyjsko-niemieckich dochodzi już 2 sierpnia 1914, natomiast 6 sierpnia 1914 Rosji wypowiadają wojnę Austro-Węgry.

## Przebieg działań wojennych

### 1914
- Z początkiem sierpnia, zaraz na początku wojny, Niemcy zajmują zachodnią rubież Królestwa Polskiego (patrz zburzenie Kalisza, zajęcie Częstochowy).
- 17 sierpnia rosyjska 1 Armia gen. Rennenkampfa wkracza do niemieckich Prus Wschodnich i posuwając się na zachód ściera się w bitwie pod Stołupnianami i bitwie pod Gąbinem (Gusiewiem) z wojskami niemieckimi. Natomiast 19 sierpnia od południa do Prus Wschodnich wdziera się rosyjska 2 Armia gen. Samsonowa, która zostaje pokonana przez Niemców w bitwie pod Tannenbergiem (Grunwaldem) i ofensywa rosyjska w Prusach Wschodnich zostaje zatrzymana (tzw. I bitwa nad jeziorami mazurskimi).
- Na południu wojska austro-węgierskie wkraczają na terytorium Królestwa Polskiego atakując w kierunku Lublina i Chełma, lecz po początkowych sukcesach (bitwa pod Kraśnikiem, bitwa pod Komarowem) szybko zostają zatrzymane przez Rosjan i następnie zmuszone do odwrotu. Rosjanie wkraczają do austriackiej Galicji i prą w kierunku Lwowa. Zmagania te noszą nazwę bitwy galicyjskiej. Od 28 do 30 sierpnia 1914 Rosjanie pokonują wojska austro-węgierskie w pierwszej bitwie o Lwów, a 3–11 września w bitwie pod Rawą Ruską. 3 września 1914 wojska rosyjskie zajmują stolicę Galicji (Lwów), podchodząc niedługo pod Przemyśl.
- 28 września 1914 rusza od strony Częstochowy niemiecka ofensywa na Warszawę i Dęblin, która zaskakuje Rosjan. 10 października Niemcy atakują twierdzę Dęblin, ale Rosjanie przerzucają swoje siły na drugi brzeg i odpierają niemiecki atak[3] (częścią tej operacji była także bitwa o Pruszków). Sytuację wykorzystują Austriacy i chwilowo odblokowują Przemyśl, jednak 18 października 1914 rosyjska kontrofensywa zmusza Niemców do odwrotu na pozycje wyjściowe, natomiast Austriacy zostają kompletnie pokonani i wojska rosyjskie zalewają Galicję i Bukowinę (bitwa rudnicka). Na południu Rosjanie wkraczają do przełęczy karpackich, natomiast na zachodzie Austriacy najpierw w listopadzie w bitwie koło Krakowa i następnie 1–15 grudnia 1914 w bitwie koło Limanowej zatrzymują ofensywę rosyjską i wypierają Rosjan nad Dunajec (w walkach tych brały także udział Legiony polskie – bitwa pod Łowczówkiem, bitwa pod Mołotkowem). Twierdza w Przemyślu zostaje odcięta i jest długotrwale oblegana przez Rosjan.
- 11 listopada 1914 rusza niemiecka ofensywa w kierunku Łodzi. Krwawa bitwa o Łódź trwa od 17 do 25 listopada i w jej wyniku Niemcy zajmują 5 grudnia 1914 roku Łódź[2][4]. Pod koniec grudnia front na tym odcinku stabilizuje się na Wiśle, Bzurze i Rawce przechodząc w wojnę pozycyjną[5] (bitwa nad Bzurą 1914).

### 1915
- 23 stycznia 1915 rusza austro-węgierska ofensywa w Karpatach na przełęcze Wyszkowską i Użocką. Źle wyszkolone wojska austriackie nie odnoszą sukcesu (bitwa pod Rafajłową).
- 31 stycznia Niemcy próbują bezskutecznie przebić się przez front nad Rawką koło Bolimowa. Pierwszy raz na froncie wschodnim zostaje użyta broń chemiczna (niemieckie pociski 12-T). Później na tym odcinku Niemcy stosują także chlor (31.5.1915).
- 7 lutego rusza z Prus Wschodnich ofensywa niemiecka. Koło Ełku Rosjanie zatrzymują Niemców (bitwa przasnyska), jednak na odcinku wschodnim Niemcy nacierają z powodzeniem docierając aż do Suwałk. 22 lutego otaczają i rozbijają znaczne siły rosyjskie koło Augustowa (tzw. II bitwa nad jeziorami mazurskimi)[6].
- 2 marca spod Grodna rusza rosyjska kontrofensywa, która zatrzymuje niemiecką próbę przejścia na tyły armii rosyjskiej walczącej w Polsce. Ciężkie walki mają miejsce także w okolicach Przasnysza[2].
- 19 marca w Galicji jest wznowione rosyjskie natarcie. Rosjanom udaje się w końcu zdobyć oblegany Przemyśl. Natomiast Austriacy odbijają Stanisławów na Pokuciu.
- 28 kwietnia Niemcy rozpoczynają ofensywę na Litwę i Kurlandię. Zajmują Szawle i 8 maja 1915 zdobywają rosyjski port w Lipawie. Ofensywa ta miała zakamuflować przygotowania do uderzenia pod Gorlicami.
- 2 maja 1915 rusza licząca 217 tys. żołnierzy potężna ofensywa niemiecko-austro-węgierska w rejonie Gorlic i Tarnowa, gdzie pomiędzy Ropicą Ruską a Rzepiennikiem Strzyżewskim dochodzi do przełamania frontu[7] (następują bitwy pod Konarami, Opatowem i Klimontowem). 3 czerwca zdobywają Przemyśl po czym front na kilkanaście dni zatrzymuje się na rzece San, skąd wkrótce rusza atak na Lwów. Natarcie na Rawce i w okolicach Warszawy nie przynosi powodzenia. W walkach tych bierze udział polski Legion Puławski walczący po stronie Rosjan (bitwa pod Pakosławiem).
- w połowie maja rusza następna ofensywa niemiecka na Litwie skierowana na Twierdzę Kowno, której Niemcy jednak nie zdobywają.
- 12 czerwca zostaje podjęta nowa ofensywa austro-węgierska w Galicji. Austriacy 22 czerwca odbijają Lwów.
- W wyniku akcji Austro-Węgier i Niemiec powstaje duże wybrzuszenie frontu w okolicach Warszawy i pod koniec czerwca rosyjskie dowództwo przyjmuje plan wycofania wojsk na linię Niemen-Bug w wypadku zbyt wielkiego nacisku państw centralnych (tzw. Wielki odwrót). Niemcy postanawiają wykorzystać łuk w Polsce do przełamania frontu[8].
- 13 lipca na północy wybrzuszenie frontu zostaje zaatakowane przez niemieckie wojska gen. Gallwitza. Ofensywa jest skierowana na Siedlce. Natomiast od południa wybrzuszenie frontu zostaje zaatakowane przez wojska niemiecko-austriacko-węgierskie gen. Mackensena. Te wojska kierują się na Dęblin. Rosjanie jednak wymykają się z pułapki przeprowadzając Wielki odwrót przy poświęceniu jednostek zawzięcie powstrzymujących niemiecki napór. 5 sierpnia 1915 9 Armia zajmuje Warszawę, Armeegruppe-Gallwitz walczy pod Goworowem i Wąsewem, natomiast Mackensen 30 lipca 1915 zajmuje Lublin, 1 sierpnia Chełm i 4 sierpnia 1915 Dęblin. Rosjanie wycofują się na linię Niemen-Bug ścigani przez wojska państw centralnych[2].
- Na całym froncie Niemcy i Austro-Węgry nacierają niszcząc osłaniające odwrót jednostki rosyjskie (bitwa pod Tuliłowem). W operacji tej biorą udział także Legiony polskie (bitwa pod Raśną, szarża pod Rokitną, bitwa pod Tarłowem). Na północy Niemcy przekraczają Niemen zdobywając 18 sierpnia 1915 Kowno i 18 września 1915 Wilno[9], na południowej części frontu przekraczają Bug (26 sierpnia 1915 zajmują twierdzę Brześć) i zajmują 31 sierpnia 1915 Łuck. Front stabilizuje się mniej więcej na linii Ryga–Dyneburg–Baranowicze–Pińsk–Dubno–Tarnopol–Czerniowce. Niemcy i Austro-Węgry okupują tereny dzisiejszej zachodniej Łotwy, Litwę, rosyjską część Polski (16 czerwca 1915 roku powołano na terenie Królestwa Polskiego administrację cywilną[10]), zachodnią Białoruś i zachodnią Ukrainę, natomiast Rosjanie trzymają wschodni skrawek austriackiej Galicji i Bukowiny (współcześnie Ukraina). Wojna na tym froncie przybiera znowu formę wojny pozycyjnej z licznymi krwawymi ofensywami bez większych efektów. Do końca roku wojska rosyjskie generała Iwanowa na Ukrainie wszczynają jeszcze dwie nieudane ofensywy (w październiku i pod koniec grudnia).

### 1916

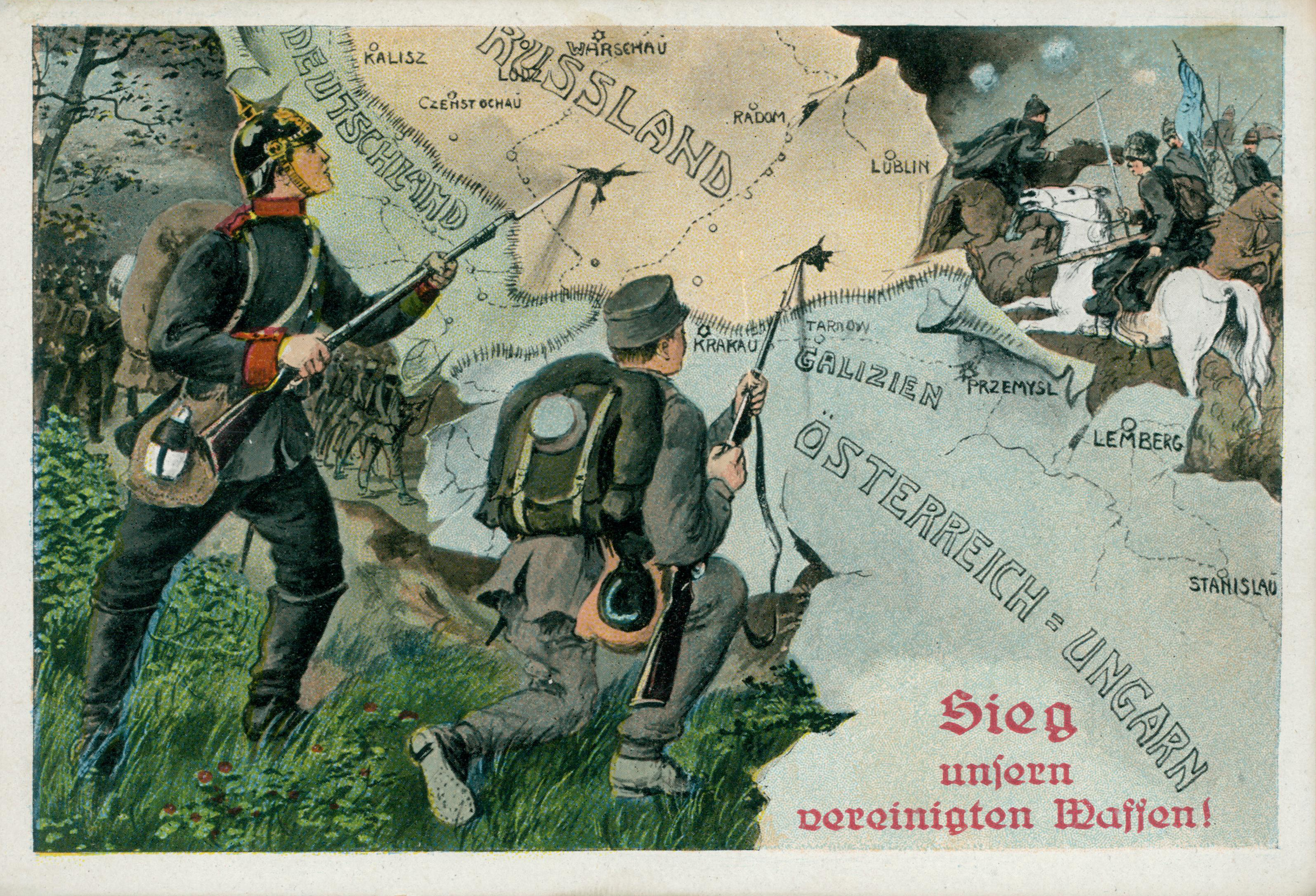
Pocztówka z I wojny światowej, obrazująca wspólną walkę sił niemieckich i austro-węgierskich przeciwko Rosji. Podpis w tłumaczeniu: „Zwycięstwo [będzie zdobyte] naszą zjednoczoną bronią !”

- 1 stycznia 1916 ruszyła na południu rosyjska ofensywa noworoczna, zatrzymana już 5 stycznia 1916 z powodu dużych strat.
- 19 stycznia miała miejsce III bitwa o Czerniowce na Bukowinie. Atak rosyjski był jednak nieudany.
- 18 marca na północnej części frontu ruszyła rosyjska ofensywa znad jeziora Narocz, która została przez Niemców szybko powstrzymana[11]. Podobny skutek odniosło uderzenie rosyjskie prowadzone w okolicach Jekabpils.
- 4 czerwca 1916 rosyjski gen. Brusiłow rozpoczął ofensywę na południu na Wołyniu, w Galicji i Bukowinie. Wojskom rosyjskim udało się przełamać front[12]. 7 czerwca Rosjanie zajęli Łuck, natomiast 18 czerwca Czerniowce (zajęto także Maniewicze, Brody, Buczacz, Kołomyję, Brzeżany, Stanisławów). Jednak Kowla nie udało się zdobyć. W walkach tych brały udział także Legiony polskie (Bitwa pod Kostiuchnówką).
- 1 sierpnia Brusiłow rozpoczął następną ofensywę rosyjską, jednak nie odniosła ona już tak spektakularnego sukcesu.
- 27 sierpnia 1916 roku zachęcona rosyjskimi sukcesami Rumunia przyłączyła się do wojny po stronie Ententy. Wojska rumuńskie jeszcze tego dnia zaatakowały Austro-Węgry przez przełęcze karpackie. Rumuni 30 sierpnia zajmują Braszów w austriackim Siedmiogrodzie i zbliżają się do Sibiu, jednak 19 września 1916 zatrzymują atak ze względu na włączenie się Bułgarii do wojny przeciw Rumunii. Bułgarzy wspierani przez posiłki niemieckie i tureckie atakują rumuńską Dobrudżę (bitwa pod Dobriczem, ofensywa flămândzka), zajmując 7 września twierdzę Tutrakan i w listopadzie opanowując całą Dobrudżę. Bułgarzy nacierają mimo przybycia rosyjskich posiłków do Rumunii. 18 września Rumuni forsują Dunaj i zajmują bułgarskie Brestow. We wrześniu Austriacy rozpoczynają wypieranie wojsk rumuńskich z Siedmiogrodu co udaje im się dokończyć 9 października przejęciem Braszowa. 14 października Austriacy atakują rumuńską Wołoszczyznę przez przełęcz Rucăr-Bran, jednak pierwsze ofensywy Rumuni zatrzymują. Jednak 11 listopada 1916 Niemcy i Austriacy przebijają się przez dolinę Aluty. W bitwie pod Targu Jiu Niemcy przerywają front. 23 listopada Niemcy przekraczają Dunaj z południa (bitwa nad Ardżesz, szarża pod Prunaru). 6 grudnia 1916 wojska Falkenhayna zajmują rumuńską stolicę Bukareszt[13] (bitwa pod Bukaresztem). Wojska rumuńskie wycofują się za Seret do rumuńskiej Mołdawii, gdzie kontynuują walkę.
- 30 września rusza na Ukrainie rosyjska ofensywa jesienna, która nie ma jednak powodzenia.
- 15 listopada Rosjanie przeprowadzają na Ukrainie ofensywę zimową, która także nie odnosi sukcesu. Żołnierze rosyjscy dezerterują masowo i wszędzie wybuchają strajki. Wewnętrzna sytuacja w Rosji bardzo się pogarsza i grozi wybuchem rewolucji.

### 1917
- W styczniu 1917 roku ma miejsce na północy rosyjska ofensywa w rejonie Rygi skierowana na Mitawę, jednak jest ona nieudana.
- w lutym w Rosji dochodzi do licznych strajków, które car tłumi siłą – następuje bunt armii (rewolucja lutowa 1917). 15 marca car abdykuje i władzę przejmuje Rząd Tymczasowy kierowany przez Kiereńskiego, który jednak chce kontynuować wojnę i każe przygotować ofensywę mającą zdobyć pola naftowe koło Drohobycza w Galicji.
- 1 lipca rusza na południu ofensywa rosyjska. Rosjanie zdobywają Halicz. Jednak po załamaniu się ataku wojsko rosyjskie znowu obejmuje anarchia.
- 19 lipca Niemcy rozpoczynają ofensywę w Galicji i Bukowinie i całkowicie wypierają z nich Rosjan (Czerniowce zajmują 3 sierpnia)[14] (bitwa pod Krechowcami).
- 24 lipca 1917 rusza z Mołdawii ofensywa rumuńsko-rosyjska. Stoczono bitwy pod Mărăști, Mărășești i Oituz w wyniku których nie dopuszczono do zajęcia Mołdawii przez Niemcy i Austro-Węgry.
- We wrześniu Niemcy rozpoczynają ofensywę także na północy i 3 września zajmują Rygę[9].
- 12-21.10.1917 Niemcy przeprowadzają udany desant na wyspy Ozylię, Dago i Moon (dzisiejsza Estonia)[15].
- W październiku wybucha w Rosji druga rewolucja, tym razem bolszewicka rewolucja październikowa. W jej wyniku władzę przejmują bolszewicy Lenina, którzy potrzebują wzmocnić własną pozycję w Rosji i w tym celu przygotowują podpisanie traktatu pokojowego z Niemcami i Austro-Węgrami.

### 1918
- Osamotniona Rumunia podpisuje 7 maja 1918 traktat pokojowy z Niemcami, Bułgarią i Austro-Węgrami.

## Działania Niemiec przeciw bolszewickiej Rosji do podpisu traktatu
Niemcy tworzą Naczelne dowództwo dla spraw wschodnich z siedzibą w Królewcu. 9 lutego Niemcy podpisują w Brześciu traktat z Ukrainą, żądając od bolszewików podpisania traktatu na ich warunkach. Ukraina w zamian za oddanie jej należącej do utworzonej przez Niemców w 1917 roku polskiej Tymczasowej Rady Stanu Chełmszczyzny, zobowiązała się do oddania miliona ton zboża. Wydarzenia te spowodowały bunty w jednostkach polskich (pod Rarańczą i Kaniowem). 16 lutego Taryba ogłosiła niepodległość Litwy, 23 lutego niepodległość uznały Niemcy, a 9 czerwca wprowadzono tam monarchię. 18 lutego Niemcy podjęły tzw. operację Faustschlag, ofensywę na froncie białoruskim. Natarcie niemieckie nie napotkało większego oporu. Armia rosyjska przestała istnieć, a Niemcy wdarły się na 200 km. Pierwszego dnia Niemcy wdarli się do Dźwińska, sześć dni później do Pskowa. Wieczorem tego samego dnia byli już w mieście Mołodeczno. 19 lutego oddziały polskie i białoruskie niezależnie rozbroiły bolszewików i zajęły Mińsk, jednak 21 lutego do miasta wkroczyły wojska niemieckie. 10 Armia niemiecka zajęła Białoruś aż do Mohylewa. 24 lutego Niemcy z pomocą ukraińskich kolejarzy zajęli Żytomierz i 2 marca Kijów. 25 lutego II Rzesza zajęła Tallin, a do 4 lutego zajęła całą Estonię. Pod koniec lutego 1918 roku Niemcy zajęli całą Łotwę. 4 marca Niemcy wkroczyli do Narwy. Armia niemiecka znajdowała się wtedy 150 km od Petersburga. 3 marca 1918 bolszewicka Rosja podpisała w Brześciu Litewskim traktat z Niemcami i ich sojusznikami.

### Działania niemieckie przeciw bolszewickiej Rosji po traktacie

Sytuacja po traktacie brzeskim

W wyniku traktatu Rosja ostatecznie utraciła Polskę, Finlandię, Litwę, Białoruś, Łotwę, Estonię oraz część Zakaukazia. Bałtycka Dywizja Morska zajęła w marcu Wyspy Alandzkie.
Na początku 1918 roku armia niemiecka była już tak blisko Petersburga, że Lenin musiał przenieść stolicę do Moskwy. Od marca do listopada II Rzesza okupowała obwód pskowski.

#### Lądowanie w Finlandii
3 kwietnia 1918 10-tysięczna Bałtycka Dywizja Morska wylądowała na półwyspie Hanko w Finlandii. 7 kwietnia Niemcy wylądowali w mieście Loviisa, a w dniach 12-13 kwietnia zajęli Helsinki. 26 kwietnia zajęli miasto Hämeenlinna.

#### Ukraina
5 kwietnia 1918 roku Niemcy zajęli Charków. 28 kwietnia niemiecko-austriacka armia zajęła Ługańsk, stolicę Doniecko-Krzyworoskiej RR. 29 kwietnia proniemiecki wojskowy Pawło Skoropadski dokonał zamachu stanu w URL i ogłosił powstanie Hetmanatu. W maju Niemcy wkroczyli na Krym. 8 maja Niemcy zdobyli Rostów nad Donem. Od maja do sierpnia 1918 roku położony w pobliżu Donu Taganrog był pod okupacją niemiecką. Praktycznie przez cały maj trwały walki koło miasta Batajsk.

#### Zakaukazie
28 maja Niemcy podpisały w Poti traktat z Gruzją. Zajęły ją i spotkały się z wojskami osmańskimi.
8 czerwca Niemcy wylądowali w Poti, a 11 czerwca zajęli Tbilisi.

## Epilog
We wrześniu 1918 roku w Równem, Szepetówce, Kijowie i Połocku coraz częściej dochodziło do starć między żołnierzami i oficerami. W Charkowie żołnierze otwarcie się buntowali przeciw rozkazom i wywieszali czerwone flagi. Likwidacja dowództwa niemieckiego na wschodzie została potwierdzona rozejmem w Compiègne, zgodnie z którym Niemcy musieli wycofać wszystkie wojska, wypuścić jeńców i dać aliantom dostęp do tych regionów. Od 11 listopada trwało ożywione wycofywanie się jednostek niemieckich. Wojska Rosji Radzieckiej zajmowały kolejne ziemie. Kiedy Cesarstwo Niemieckie przestało istnieć i powstała Republika Weimarska, długi pas ziemi niemieckiej zajęty jeszcze przez Niemcy, był jedyną pozostałością II Rzeszy. Dzięki cichemu przyzwoleniu Niemców, Armia Czerwona zajmowała kolejne tereny. Jednak wskutek rosnących w siłę rewolucjonistów w Niemczech pojawiły się obawy, że Rosja radziecka pomoże niemieckim bolszewikom i w związku z tym Niemcy zmieniają politykę na wschodzie. W październiku wojska niemieckie opuszczają Krym, który zaraz potem zajmuje armia Denikina (Białych). 14 grudnia rząd proniemiecki na Ukrainie zostaje obalony. Pod koniec października w austriackiej Galicji i na Śląsku Cieszyńskim Polacy przejmują władzę i rozpoczynają odtwarzać własne państwo. Na początku listopada Polacy rozbrajają wojska niemieckie także w Królestwie Polskim. Od tego momentu wojska niemieckie mogą się wycofywać ze wschodu już jedynie przez Prusy Wschodnie. Niemcy decydują nie przeszkadzać powstaniu państwa polskiego licząc na zwolnienie marszu bolszewickiej Rosji na zachód poprzez wybuch konfliktu polsko-radzieckiego. 27 grudnia wybucha powstanie polskie w dotąd niemieckiej Wielkopolsce. 29 grudnia dowódca Ober-Ostu zrywa rozmowy z Polakami. 16 grudnia wojska niemieckie wycofują się także z Helsinek.
5 lutego 1919 roku Niemcy pozwalają wreszcie Polakom przejmować miasta, z których się wycofują, mając nadzieję na wybuch konfliktu polsko-sowieckiego. Ostatecznie 14 lutego 1919 wojska polskie i radzieckie spotykają się w miastach Mosty oraz Bereza Kartuska na Białorusi. Oba miasta zdobywa Wojsko Polskie. Tę datę uznaje się za początek wojny polsko-bolszewickiej. 19 lutego Niemcy opuszczają Białystok, na mocy umowy białostockiej. W dniach 19-20 lutego te tereny obsadzają Polacy. W latach 1918–1919, kiedy Niemcy rządziły jeszcze częścią Łotwy, do kraju wkroczyła Armia Czerwona, jednak wspólnie z armią łotewską, Niemcy pokonali bolszewików. Jednak w dniach 19–23 czerwca Estończycy pokonali armię niemiecką pod miastem Kieś. Niemcy zostali zmuszeni do opuszczenia Łotwy do 5 lipca.
W lipcu 1919 roku armia niemiecka wycofała się z Augustowa, który zamierzała dać Litwie, jednak ostatecznie przejęli go Polacy.